# Ош-Пандо
Ош-Пандо (Сайнинское городище, с эрз. «Город на горе») — многослойный археологический памятник у села Сайнино Дубёнского района Мордовии II, I тысячелетия до н. э. — I тысячелетия н. э. Расположен на высоком меловом мысу. Сохранились оборонительные сооружения: вал и ров. Длина площадки 81 метр, ширина до 44 метров. Исследовано в 1946—1949 гг. П. Д. Степановым. Ош-Пандо — первое изученное поселение балановской культуры (бронзовый век, по мнению некоторых учёных — фатьяновской культуры). Оно дало название одному из этапов периодизации этой культуры. Обнаружены фрагменты орнаментированных лепных сосудов, обломки каменных топоров, медный наконечник копья. Исследованы остатки наземных жилищ. Выделены также находки железного века: глиняные сосуды, грузила пирамидальной формы, пряслица, «рогатые кирпичи», железные и костяные наконечники стрел. Верхний слой Ош-Пандо оставлен племенами именьковской культуры: углубленные в землю жилые постройки, продуктовые ямы с остатками зерна, земледельческие орудия (наральники, серпы, жернова), предметы металлургии и металлообработки, вооружения, снаряжение всадника, глиняная посуда, разнообразные украшения, относящиеся к V—VII вв. Находки свидетельствуют о контактах населения Ош-Пандо с древней мордвой.

## Фотогалерея

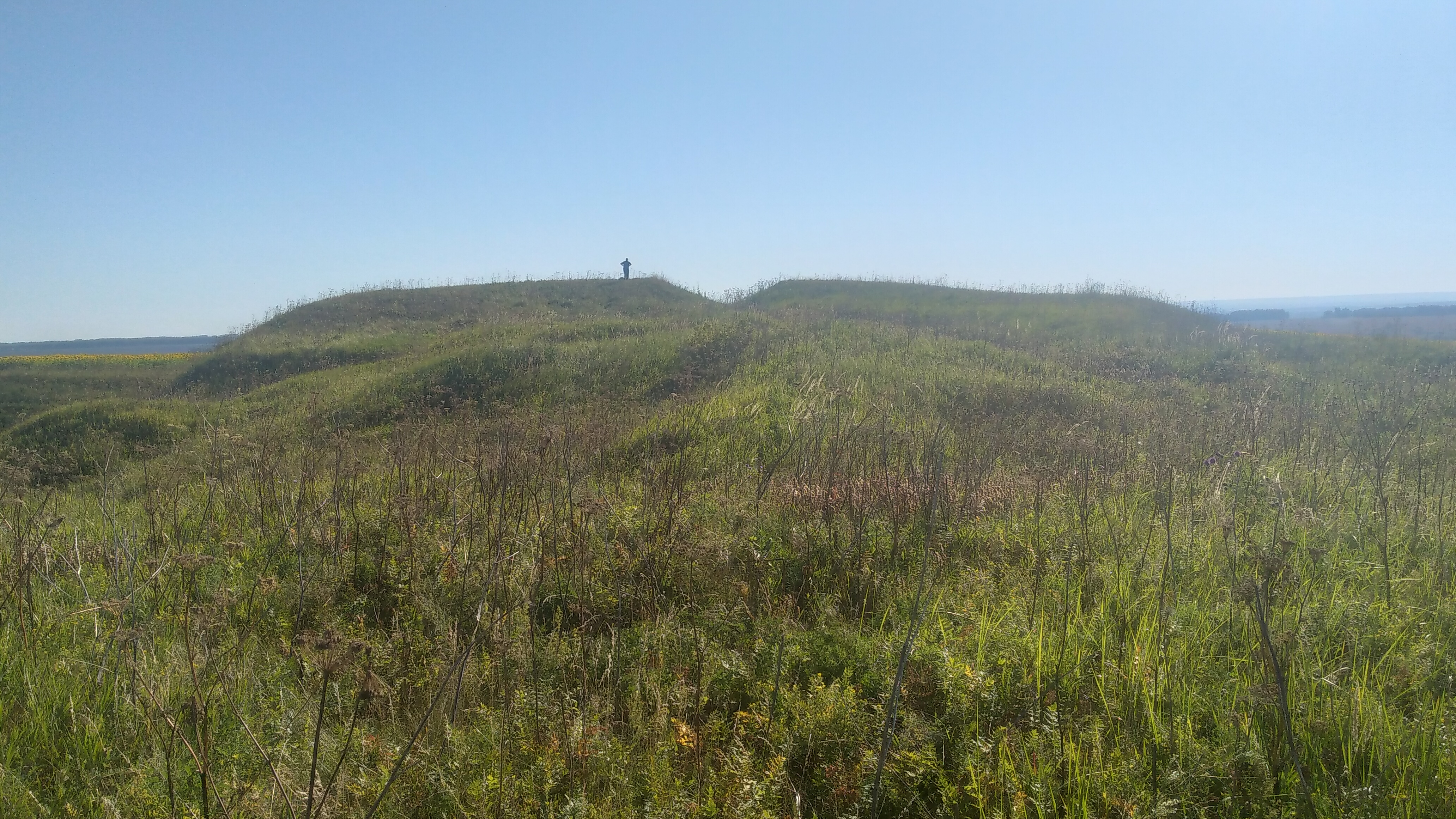
Древнее городище Ош-пандо в Дубёнском районе Мордовии

## Источник
- Энциклопедия Мордовия, В. Н. Шитов.